# Rhaphiptera
Rhaphiptera es un género de escarabajos longicornios de la tribu Pteropliini.

## Especies
- Rhaphiptera affinis Thomson, 1868
- Rhaphiptera albicans Breuning, 1940
- Rhaphiptera albipennis Breuning, 1947
- Rhaphiptera alvarengai Fragoso & Monné, 1984
- Rhaphiptera annulicornis Gounelle, 1908
- Rhaphiptera apeara Galileo & Martins, 2011
- Rhaphiptera avicenniae Dalens & Tavakilian, 2007
- Rhaphiptera boliviana Galileo & Martins, 2007
- Rhaphiptera candicans Gounelle, 1908
- Rhaphiptera clarevestita Tippmann, 1953
- Rhaphiptera durantoni Tavakilian & Touroult, 2007
- Rhaphiptera elegans Breuning, 1961
- Rhaphiptera gahani Gounelle, 1908
- Rhaphiptera lavaissierorum Dalens & Tavakilian, 2007
- Rhaphiptera melzeri Fragoso & Monné, 1984
- Rhaphiptera nodifera Audinet-Serville, 1835
- Rhaphiptera obtusipennis Melzer, 1935
- Rhaphiptera oculata Gounelle, 1908
- Rhaphiptera pallens Gounelle, 1908
- Rhaphiptera punctulata Thomson, 1868
- Rhaphiptera rixatrix Thomson, 1868
- Rhaphiptera roppai Fragoso & Monné, 1984
- Rhaphiptera scrutatrix Thomson, 1868
- Rhaphiptera seabrai Fragoso & Monné, 1984
- Rhaphiptera tavakiliani Fragoso & Monné, 1984
- Rhaphiptera triangulifera Lane, 1974